# جوادحصاری
جوادحصاری، روستایی از توابع بخش مرکزی شهرستان میاندوآب در استان آذربایجان غربی ایران است.

## جمعیت
این روستا در دهستان زرینه‌رود قرار دارد و براساس سرشماری مرکز آمار ایران در سال ۱۳۸۵، جمعیت آن ۱٬۴۰۷ نفر (۲۸۳ خانوار) بوده‌است.